# 申仲𢤮
申仲𢤮（越南语：／；1869年—1925年），字思忠，越南阮朝官員。

## 生平
申仲𢤮是承天府豐田縣賢良總安魯社（今屬承天順化省豐田縣）人，平富總督申文㦪之子，嗣德二十二年（1869年）出生。早年在入國子監讀書。成泰元年（1889年），與黃仲敷一起被派往法國巴黎留學。成泰七年（1895年）八月，兩人學成回國，補授翰林院編修，在機密院公幹。不久兩人又改授光明殿侍書，任御前通事，為成泰帝講課。
成泰八年（1896年）二月，阮紳鎮壓勤王運動後回朝復命，路過安和門。申仲𢤮在此觀看阮紳的軍隊而沒有下馬，結果被阮紳參奏，革去職務，回機密院做事。八月，復任翰林院編修，充機密院幫辦。成泰十年（1898年）三月，機密院幫辦改制為參辦，申仲𢤮繼續擔任參辦。成泰十一年（1899年），升授鴻臚寺卿。成泰十三年（1901年），升慶和按察使。成泰十四年（1902年），加太常寺卿銜。成泰十五年（1903年），回京任職，為吏部左侍郎，充參辦機密院事務。
成泰十六年（1904年），申仲𢤮升任廣南布政使，但與廣南總督胡第不和，被胡第密旨參奏。成泰十七年（1905年），申仲𢤮被派往北圻任職。任候補場督教。不久改任上審院判官。維新元年（1907年），改任北寧按察使，加布政銜。後累任北寧巡撫、興安按察使和海陽按察使，維新九年（1915年），任上審院總督。
啟定六年（1921年）五月，申仲𢤮回京任職，升授協佐大學士。八月，領學部尚書，充機密院大臣。啟定七年（1922年）正月，改領兵部尚書，兼領學部尚書，並兼都察院都御史。九月，申仲𢤮上奏，請求將翻譯所改為古學院，得啟定帝批准。啟定八年（1923年）正月，加太子少保銜。
啟定十年（1925年）七月，申仲𢤮去世，壽五十七歲。追贈東閣大學士。

## 家庭
申仲𢤮娶堅太王阮福洪侅幼女阮氏如璠，生2子2女。
- 女申氏南珍，嫁律師陳文章，女兒陳麗春[4]